# 黒いチューリップ
『黒いチューリップ』（くろいチューリップ、La Tulipe noire）は、フランスの小説家アレクサンドル・デュマ・ペール（大デュマ）による1850年の小説。
17世紀のオランダで起きたチューリップ・バブルと、1672年のデ・ウィット兄弟の惨殺事件を題材に、多額の賞金が懸かった黒いチューリップを巡る陰謀と、黒いチューリップの品種開発に情熱を傾けつつも、デ・ウィット兄弟の係累として投獄されてしまった青年と牢番の娘の愛を描く。

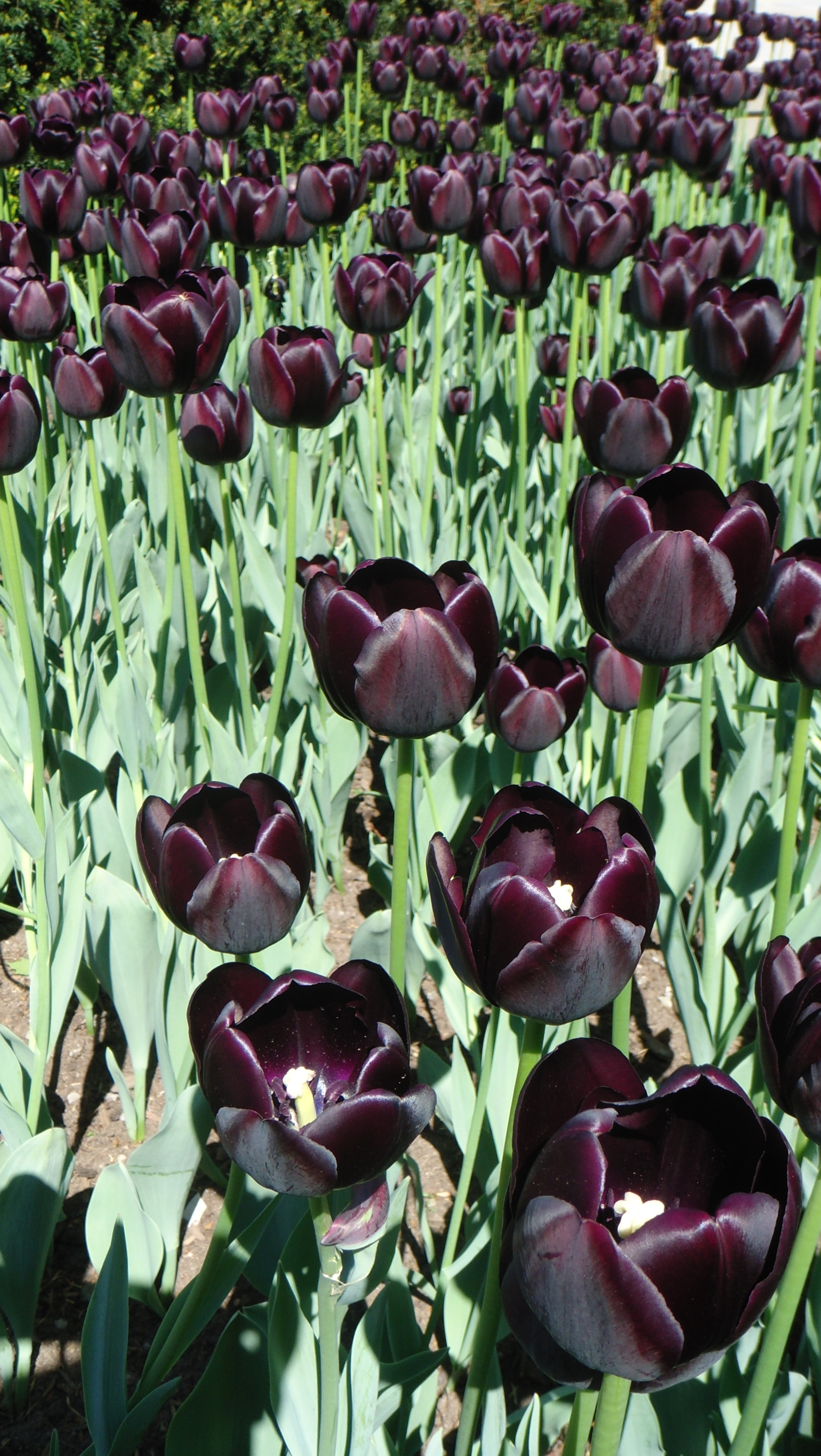
黒色のチューリップ

## あらすじ
主人公のコルネリウス・ファン・ベルルは遺産で暮らす裕福な青年で、C・デ・ウィットが名づけ親であった。隣家には、チューリップ園芸家のアイザック・ボクステルがいた。コルネリウスもチューリップ栽培を始め、後発にもかかわらず財力を生かして、たちまちボクステルをも凌駕するチューリップ園芸家となる。そして、ハーレム園芸協会が10万ギルダーという多額の賞金を懸ける黒いチューリップの品種開発に情熱を注ぐ。
ボクステルは、嫉妬のあまり望遠鏡でコルネリウスの挙動の一部始終を観察するのが日課になってしまう。そのうちボクステルは、コルネリウスがついに黒いチューリップの球根3個の開発に成功したことを知り、何とかしてそれを奪取しようと画策する。
1672年8月20日に、オランダのハーグでは、前宰相のJ・デ・ウィットとその兄のC・デ・ウィットに対する虐殺事件が起きた。これに先立ち、コルネリウス・ファン・ベルルは、C・デ・ウィットからオランダ侵略戦争の敵国フランスと交わした密約書を預る。その様子をも望遠鏡で見ていたボクステルは、球根を手に入れるため、コルネリウスを反逆加担のかどで告発する。
民衆の憎悪の対象となったデ・ウィット兄弟は、密約書を預けたコルネリウスにも危険が迫るため、密約書を中を見ずに焼却するよう召使に手紙を託した。コルネリウスは手紙を読む暇もなく連行されてしまうが、とっさにその手紙に球根3個を包んで持ち出した。コルネリウスは死刑を宣告され、収監先のハーグの監獄で獄吏の娘ローザ・グリフュスに球根を渡す。
ローザとコルネリウスは獄中で愛を深める。黒いチューリップの3つの球根のうち、ひとつはコルネリウスが獄中で、もうひとつはローザが、それぞれ花を咲かせようとするのだが…

## 日本語訳
- 『黒いチューリップ』 （横塚光雄訳、日本出版協同、サスペンス・ノベル選集3）
- 『黒いチューリップ』 （秦一郎訳、三笠書房、世界文学選書69）
- 『世界の文学7 ユゴー デュマ』　（松下和則訳、中央公論社）
- 『黒いチューリップ』 （宗左近訳、東京創元社、世界大ロマン全集44）
- 『黒いチューリップ』（宗左近訳、東京創元社〈創元推理文庫〉）

## 派生作品

### 映画
- 黒いチューリップ (1964年の映画) - 1964年の映画。アラン・ドロン主演。

### 舞台
- 黒いチューリップ（1983年、蜷川幸雄)
- 黒いチューリップ（1985年、宝塚歌劇団雪組）

1985年8月24日から9月3日にかけて、一路万輝（当時）主演で宝塚バウホールにおいて上演された。
コルネリウス -  一路万輝、ローザ - 小乙女幸
- 黒いチューリップ（2000年、スタジオライフ）